# Penestomus croeseri
Penestomus croeseri is een spinnensoort uit de familie Penestomidae.
De wetenschappelijke naam van de soort werd in 1989 gepubliceerd door Dippenaar-Schoeman.